# Макітрук Василь Лукич
Васи́ль Луки́ч Макітру́к — лауреат Державної премії України в галузі науки і техніки (2001), винахідник.

## З життєпису
Станом на 2001 рік — начальник дільниці закритого акціонерного товариства «Науково-виробничий центр „Борщагівський хіміко-фармацевтичний завод“».
Лауреат Державної премії України в галузі науки і техніки 2001 року — за цикл робіт «Теорія і практика створення антисигнатурних олігодезоксирибонуклеотидів як універсальних антимікробних засобів»; співавтори Алексєєва Інна Володимирівна, Дубей Ігор Ярославович, Єгоров Олег Володимирович, Малиновська Лариса Петрівна, Панченко Лариса Петрівна, Серебряний Саул Бенціонович, Скрипаль Іван Гаврилович, Федоряк Дмитро Михайлович, Шаламай Анатолій Севастянович.
Серед патентів: «Фармацевтична композиція з протизапальною, кардіо- та хондропротектною активністю та дією проти нпзп-гастропатій», 2013, співавтори Безпалько Людмила Василівна, Зупанець Ігор Альбертович, Кобилінська Валентина Іванівна, Русскін Олександр Сергійович, Сова Євген Олександрович, Тищенко Руслан Олексійович, Шаламай Анатолій Севастьянович, Шебеко Сергій Костянтинович.